# Barracuda Rum
Barracuda Rum är en romsort som tillverkas i Karibien och Vin & Sprit övervakar kvaliteten. Etiketten på Barracuda Rum vill återge den klassiska bilden av Karibien, med dess historiska sjörövarromantik och dåtidens upptäcktsresor, därav detaljer som karta, kompassros, krona och barracuda. Till Sverige anländer Barracuda Rum i tank för att blandas och tappas på butelj.

## Barracuda Silver Rum
Baracuda Silver Rum introducerades 1930. Det är en neutral och klar rom av Kuba-typ. 

## Barracuda Golden Rum
Barracuda Golden Rum introducerades 1947. Det är en rom av Jamaica-typ.